# Chromis chromis
Chromis chromis (Linnaeus, 1758), conosciuto comunemente come castagnola, è un pesce osseo marino appartenente alla famiglia Pomacentridae, molto comune nel mar Mediterraneo.

## Distribuzione e habitat
La castagnola è diffusa nel Mediterraneo compreso il mar Adriatico, nel mar Nero e nell'Atlantico orientale tra il Portogallo e il golfo di Guinea, con segnalazioni fino all'Angola. Nel suo areale oceanico è più comune sulle coste delle isole che su quelle continentali. Si tratta di una delle specie ittiche più abbondanti nel Mediterraneo.
Il suo habitat preferito sono i fondali rocciosi e le praterie di Posidonia oceanica a bassa profondità, dove forma banchi sparsi che stazionano a mezz'acqua. Si incontra frequentemente anche nei porti e lungo le scogliere frangiflutti. I giovani esemplari ancora con la livrea blu sono fotofobi e si incontrano all'imboccatura di grotte, crepacci ed altri ambienti ombreggiati. Vive a profondità comprese fra 1 e 40 metri, solitamente fra 5 e 15 metri.

## Descrizione
Presenta un corpo ovale  compresso lateralmente e piuttosto alto. La bocca è piccola e può allungarsi a tubo; gli occhi sono grandi, pari a circa 1⁄3 della lunghezza totale della testa. La pinna dorsale è unica, con 14 raggi spinosi anteriori e 10-11 raggi molli più lunghi posteriormente; la pinna anale ha due raggi spinosi seguiti da 10-12 molti molli. La pinna caudale è intaccata al centro e ha lobi appuntiti. I raggi superiori ed inferiori di questa pinna sono più scuri della parte centrale che può essere quasi trasparente dando l'impressione di una coda più incisa di quanto non sia in realtà. Le pinne pettorali sono abbastanza sviluppate e di forma spatolata, le pinne ventrali hanno il primo raggio molle prolungato in un corto filamento. Le scaglie sono grandi.
I giovani fino a 1-2 cm di lunghezza hanno una colorazione blu elettrico, questa livrea viene perduta gradualmente con la crescita per diventare marrone scuro o nerastri con file longitudinali di macchioline più chiare sui fianchi. La pinna pettorale ha una macchiolina nera all'ascella e la parte posteriore delle pinne dorsale e anale è spesso più chiara. Come già detto i raggi superiori e inferiore della caudale sono scuri mentre la parte centrale è semitrasparente formando un disegno a "forbice" o a "coda di rondine". La colorazione può variare: i maschi in frega sono molto scuri mentre di notte gli adulti impallidiscono.
La taglia media si aggira sui 13 centimetri; sono riportati in letteratura esemplari eccezionali di lunghezza di circa 25 cm.

## Biologia

### Riproduzione
La riproduzione avviene tra maggio e agosto. Il maschio effettua una danza nuziale per attrarre la femmina dopo di che la coppia si reca su una parte di scoglio che è stata precedentemente individuata, difesa e ripulita dal maschio. Lì avviene la deposizione che dura circa 5-15 minuti. Le uova si attaccano al substrato grazie ai filamenti adesivi di cui sono dotate e vengono attivamente difese e ossigenate dal maschio. La larva alla schiusa misura 2,6 mm.

### Alimentazione
Si nutre di avannotti e di svariati invertebrati sia bentonici che planctonici come policheti, crostacei, spugne e tunicati.

## Pesca
Si cattura in abbondanza con molte tecniche di pesca professionale come nasse e tramagli. Viene catturata anche dai pescatori sportivi, ai quali spesso mangia l'esca senza venire catturata a causa della bocca molto piccola. La castagnola non ha alcun valore gastronomico o commerciale e in genere non viene neanche messa in commercio.

## Acquariofilia
Si tratta di uno dei pesci mediterranei più facili da tenere in acquario dove si può anche riprodurre con una certa facilità.

## Conservazione
La castagnola è uno dei pesci più abbondanti nel mar Mediterraneo e, in genere, nell'areale. Non è soggetto a pesca commerciale né pare subire altri impatti per cui la IUCN classifica la specie come "a rischio minimo", la categoria più bassa di minaccia.

## Musica
A questo pesce è dedicata una canzone napoletana del '700, Lo guarracino.